# Đông Chu liệt quốc
Đông Chu liệt quốc chí (chữ Hán: 東周列國志) là tiểu thuyết lịch sử gồm 108 hồi được Sái Nguyên Phóng thời Thanh cải biên từ Tân liệt quốc chí khoảng trên 700.000 chữ của Phùng Mộng Long thời Minh mạt. Bản thân Tân liệt quốc chí lại được cải biên và viết thêm từ bộ Liệt quốc chí truyện khoảng 280.000 chữ do Dư Thiệu Ngư viết ra khoảng niên hiệu Gia Tĩnh.
Đông Chu liệt quốc đề cập đến thời kỳ lịch sử rất dài khoảng hơn 500 năm (770 TCN - 221 TCN) của Trung Quốc, bắt đầu từ đời Tuyên vương nhà Chu cho đến khi Tần Thủy Hoàng thống nhất Trung Hoa. Sử sách cũng gọi thời kỳ ấy là đời Đông Chu, được chia làm hai giai đoạn là Xuân Thu và Chiến Quốc. Trong lịch sử Trung Hoa đây là thời kỳ quá độ từ chế độ phong kiến đến tập quyền. Bên cạnh các cột mốc lịch sử, Đông Chu liệt quốc cũng mô tả rất nhiều nhân vật nổi tiếng của lịch sử Trung Hoa ở thời kỳ này, từ các bậc anh hùng như Tín Lăng quân, Lạn Tương Như, Ngô Khởi, Ngũ Tử Tư đến các nhà quân sự lỗi lạc như Tôn Tử, Phạm Lãi, Tôn Tẫn và các nhà chính trị-tư tưởng lớn như Khổng Tử, Quản Trọng.

## Danh sách hồi
Đông Chu Liệt Quốc gồm 108 hồi như sau:
- Hồi 1: Nghe lời hát, Tuyên vương khinh sát. Giải tình oan, Đỗ Bá hiển linh
- Hồi 2: Bao Quýnh chuộc tội dâng mỹ nữ. U vương đốt lửa lừa chư hầu
- Hồi 3: Quân Khuyển Nhung làm loạn Kiểu Kinh. Vua Bình vương thiên đô Lạc Ấp
- Hồi 4: Tần Văn nằm mộng thấy con trời. Trịnh Trang tìm mẹ đào hầm đất
- Hồi 5: Chu với Trịnh, gởi con làm tin. Lỗ cùng Tống, đem quân giúp giặc
- Hồi 6: Vệ Thạch Thác vì nghĩa giết con. Trịnh Trang công giả mệnh đánh Tống
- Hồi 7: Dĩnh Khảo Thúc chết vì hiếu thắng. Công tử Huy nịnh không phải đường
- Hồi 8: Hoa Đốc bày mưu để giết vua. Trịnh Hốt cố từ không lấy vợ
- Hồi 9: Tề hầu đưa con gái sang Lỗ. Chúc Đam bắn vua Chu, trúng vai
- Hồi 10: Sở Hùng Thông tiếm hiệu vua Chu. Trịnh Sái Túc mắc mưu nước Tống
- Hồi 11:  Trang Công tham lễ, gây việc binh. Sái Túc lập mưu giết con rể
- Hồi 12: Vệ Tuyên công giành vợ của con. Cao Cừ Di mưu lập vua khác
- Hồi 13: Vợ chồng Lỗ Hoàn công sang Tề. Vua tôi Trịnh Tử Vỉ bị giết
- Hồi 14: Vệ hầu Sóc chống vua, về nước. Tề Tương công đi săn, gặp ma
- Hồi 15: Giết Vô Tri, Ung Lẫm thủ mưu. Hội Kiền Thời, Lỗ Trang đại chiến
- Hồi 16: Mở xe tù, Bảo Thúc tiến Trọng. Trận Thường Thược, Tào Quế thắng Tề
- Hồi 17: Nước Tống đưa lễ giết Trường Vạn. Vua Sở tham sắc bắt Tức hầu
- Hồi 18: Tào Mạt giơ gươm dọa Tề hầu. Hoàn Công thắp đèn phong Ninh Thích
- Hồi 19: Bắt Phó Hà Trịnh Lệ Công về nước. Giết Tử Đồi, Chu Huệ Vương phục ngôi
- Hồi 20: Ly Cơ được phong Tấn phu nhân. Tử Văn lên làm Sở lệnh doãn
- Hồi 21: Quản Trọng đoán biết thần Du Nhi. Tề Hoàn sang đánh nước Cô Trúc
- Hồi 22: Lỗ Quý Hữu giữ vững cơ đồ. Tề Hoàn công trông thấy ma quỷ
- Hồi 23: Vệ Ý cho hạc ăn lộc quan. Tề Hoàn cử binh đi đánh Sở
- Hồi 24: Tề Hoàn tiếp đãi Sở đại phu. Chư hầu tôn phục Chu thiên tử
- Hồi 25: Tuân Tức dâng ngựa để mượn đường. Bách Lý nuôi trâu được làm tướng
- Hồi 26: Bách Lý Hề nhận được vợ cũ. Tần Mục công mộng thấy điềm lành
- Hồi 27: Ly Cơ lập kế giết Thân Sinh. Hiến công gần chết dặn Tuân Tức
- Hồi 28: Lý Khắc một tay giết hai vua. Di Ngô nhờ Tần về nước Tấn
- Hồi 29: Tấn Huệ công bắt giết người trung. Quản Di Ngô trối trăng việc nước
- Hồi 30: Tấn Huệ công bội ước cử binh. Tần Mục Cơ giận thân tự tử
- Hồi 31: Tấn Huệ công nổi giận giết tướng. Giới Tử Thôi cắt thịt nuôi vua
- Hồi 32: Án Nga Nhi thủ tiết chết theo. Tề Công tử tranh ngôi nổi loạn
- Hồi 33: Thế tử Chiêu trở về nước Tề. Tống Tương công mắc lừa quân Sở
- Hồi 34: Tống Tương công, lá cờ nhân nghĩa. Tề Khương thị, chén rượu biệt ly
- Hồi 35: Tấn Trùng Nhĩ trở về nước nhà. Tấn Hoài Doanh vui vầy duyên mới
- Hồi 36: Tấn Hoài Công trốn sang Cao Lương. Tần Mục công phù lập Trùng Nhĩ
- Hồi 37: Giới Tử Thôi cõng mẹ đi ẩn. Vương tử Đới tham sắc làm càn
- Hồi 38: Chu Tương vương tránh sang nước khác. Tấn Văn công thu phục lòng dân
- Hồi 39: Triển Hỉ hỏi kế Liễu Hạ Huệ. Ngụy Thù đốt nhà Hi Phụ Ki
- Hồi 40: Tiên Chẩn lập kế lừa Đắc Thần. Tấn, Sở giao binh tại Thành Bộc
- Hồi 41: Thành Đắc Thần rút gươm tự tử. Tấn Văn công phụng mệnh đăng đàn
- Hồi 42: Tương Vương thiết triều ở Hà Dương. Nguyên Huyến khiếu oan cho Thúc Vũ
- Hồi 43: Ninh Du lập kế cứu vua Vệ. Chúc Vũ thương thuyết lui quân Tần.
- Hồi 44: Thúc Chiêm lâm hình cãi vua Tấn. Huyền Cao giả mệnh khao quân Tần
- Hồi 45: Mạnh Minh cậy tài bị Tấn vây. Tiên Chẩn cởi giáp cho Địch bắn
- Hồi 46: Thương Thần giết cha trong cung. Quân Tần chết trận được cúng tế
- Hồi 47: Lộng Ngọc cưỡi phượng theo Tiêu Sử. Triệu Thuẫn bội Tần lập Di Cao
- Hồi 48: Năm tướng bàn nhau làm loạn Tấn. Thọ Dư lập kế đánh lừa Tần
- Hồi 49: Công tử Bão phóng tiền mua nước. Tề Ý Công tham sắc hại thân
- Hồi 50: Trọng Toại tôn lập Uy công tử. Triệu Thuẫn khuyên can Tấn Linh công
- Hồi 51: Đổng Hồ chép thẳng án Đào Viên. Vua Sở mừng công mở đại hội.
- Hồi 52: Công tử Tống nghĩ ghen miếng ăn. Trần Linh công quá mê sắc đẹp
- Hồi 53: Sở Trang vương trả lại đất Trần. Tấn Cảnh Công đem quân cứu Trịnh
- Hồi 54: Sở Vương đuổi quân Tuân Lâm Phủ. Ưu Mạnh đóng vai Tôn Thúc Ngao
- Hồi 55: Giắt dao lẻn vào dinh quân Sở. Kết cỏ bắt được tướng nước Tần
- Hồi 56: Tề Khoảnh công bày cuộc mua cười. Phùng Sửu Phủ thay hình cứu chủ
- Hồi 57: Vu Thần kết duyên với Hạ Cơ. Trình Anh đền ơn cho Triệu Thuẫn
- Hồi 58: Ngụy Tướng sang Tần đón thầy thuốc. Dưỡng Thúc vì vua bắn kẻ thù
- Hồi 59: Tư Đồng cậy thế Tấn Lệ Công. Triệu Vũ báo thù Đồ Ngạn Giả
- Hồi 60: Tuân Dinh hiến kế chia quân ngạch. Chư hầu đem binh vây Bức Dương
- Hồi 61: Tấn Điệu công cử binh đánh Sở. Tôn Lâm Phủ nổi loạn đuổi vua
- Hồi 62: Chư hầu đem quân vây Tề quốc. Vua Tấn lập kế đuổi Loan Doanh
- Hồi 63: Kỳ Hề ra sức cứu Dương Thiệt. Phạm Ưởng lập kế hiếp Ngụy Thư
- Hồi 64: Loan Doanh diệt tộc thành Khúc Ốc. Kỷ Lương tử chiến cửa Thả Vu
- Hồi 65:Giết Tề (Quang) Thôi, Khánh cướp quyền. Rước Vệ (Hãn) Ninh Hỉ chuyên chính
- Hồi 66: Miễn Dư giết hại nhà Ninh Hỉ. Thôi Trữ mắc lừa mưu Khánh Phong
- Hồi 67: Lư Bồ Quý đuổi được Khánh Phong. Sở Linh vương tranh làm bá chủ
- Hồi 68: Tấn Bình công thích nghe âm nhạc. Trần Vô Vũ chịu phóng gia tài
- Hồi 69: Sở Linh vương cậy thế hùng cường. Án Bình Trọng thi tài ăn nói
- Hồi 70: Giết ba anh, Sở Bình vương lên ngôi. Hội chư hầu, Tấn Chiêu công làm chủ
- Hồi 71: Vì quả đào, cùng nhau sống chết. Tham gái đẹp, quên tình cha con
- Hồi 72: Dụ hai con, Sở Bình lập kế. Nghĩ một đêm, Ngũ Viên bạc đầu
- Hồi 73: Ngũ Viên giả dại hát giữa chợ. Chuyên Chư dâng cá giết Vương Liêu
- Hồi 74: Giết Vô Cực, tỏ lòng Nang Ngõa. Đâm Khánh Kỵ, nổi tiếng Yêu Ly
- Hồi 75: Tôn Vũ dạy cung nữ tập trận. Nang Ngõa bắt chư hầu lễ tiền
- Hồi 76: Hạp Lư tiến vào thành Dĩnh Đô. Ngũ Viên khai quật mộ vua Sở
- Hồi 77: Giọt lệ Bao Tư tràn sân Tần. Chiếc thuyền Chiêu vương về nước Sở
- Hồi 78: Lê Di hiến kế dùng Lai binh. Khổng Tử kể tội giết thiếu chính
- Hồi 79: Lê Di lập kế hại Khổng Tử. Văn Chủng bày mưu thông Bá Phỉ
- Hồi 80: Phù Sai mắc mưu tha vua Việt. Câu Tiễn hết sức thờ nước Ngô
- Hồi 81: Tây Thi làm mê hoặc vua Ngô. Tử Cống đi du thuyết các nước
- Hồi 82: Ngũ Viên liều chết can vua Ngô. Khoái Quý lập mưu về nước Vệ
- Hồi 83: Diệp công khởi binh đánh Hùng Thắng. Câu Tiễn báo thù giết Phù Sai
- Hồi 84: Trí bá tháo nước vào Tấn Dương. Dự Nhượng đánh áo Triệu Tương Tử
- Hồi 85: Vì việc nước, Nhạc Dương bỏ con. Hại hiền dân, Hà Bá lấy vợ
- Hồi 86: Ngô Khởi giết vợ cầu quan. Trâu Kỵ gảy đàn làm tướng
- Hồi 87: Vệ Ưởng hết lòng giúp Tần Hiếu công. Quỷ Cốc truyền phép cho Tề Tôn Tẫn
- Hồi 88: Tôn Tẫn giả điên thoát nạn. Bàng Quyên bại trận Quế Lăng
- Hồi 89: Vạn cây nỏ bắn chết Bàng Quyên. Năm con trâu phanh thây Thương Ưởng
- Hồi 90: Tô Tần làm tướng sáu nước. Trương Nghi tức giận sang Tần
- Hồi 91: Nhường ngôi báu, Yên Khoái hại mình. Dâng đất dối, Trương Nghi lừa Sở
- Hồi 92: Cậy sức khoẻ, vua Tần gãy chân. Mắc mưa lừa, vua Sở chạy trốn
- Hồi 93: Triệu Chủ phụ chết đói cung Sa Khâu. Mạnh Thường quân thoát thân cửa Hàm Cốc
- Hồi 94: Thử Mạnh Thường, Phùng Hoan gõ gươm hát. Đánh Kiệt Tống, vua Tề họp đại binh
- Hồi 95: Thống địa quân Nhạc Nghị diệt Tề. Thả trâu lửa Điền Đan phá Yên
- Hồi 96: Lạn Tương Như hai lần khuất vua Tần. Mã Phục quân một mình giải vây Hàn
- Hồi 97: Phạm Tuy giả chết trốn sang Tần. Tu Giả thoát tội bỏ về Nguỵ
- Hồi 98: Vua Tần đòi thủ cấp Ngụy Tề. Bạch Khởi chôn mấy vạn quân Triệu
- Hồi 99: Võ An quân có công bị chết oan. Lã Bất Vi lập kế buôn ngôi báu
- Hồi 100: Lỗ Trọng Liên quyết không chịu tôn Tần. Tín Lăng quân trộm binh phù cứu Triệu
- Hồi 101: Tần vương diệt Chu dời chín đỉnh. Liêm Pha chém tướng bại quân Yên
- Hồi 102: Đạo Hoa Âm, Mông Ngao bị thua. Sông Hồ Lư, Kịch Tân tự tử
- Hồi 103: Lý quốc cữu tranh quyền giết Hoàng Yết. Phàn Ô Kỳ truyền lệnh đánh quân Tần
- Hồi 104: Cam La còn bé làm quan lớn. Lao Ái gian dâm loạn cung Tần
- Hồi 105: Mao Tiêu cởi áo can vua Tần. Lý Mục dùng kế lui Hoàn Nghĩ
- Hồi 106: Vương Ngao phản gián giết Lý Mục. Điền Quang đâm cổ tiến Kinh Kha
- Hồi 107: Dâng địa đồ, Kinh Kha náo Tần đình. Bàn binh pháp, Vương Tiễn thay Lý Tín
- Hồi 108: Kiêm sáu nước nhất thống thiên hạ. Lên ngôi báu tự gọi Thủy Hoàng